# داميان كوفنغتون
داميان كوفنغتون (بالإنجليزية: Damien Covington)‏ هو لاعب كرة قدم أمريكية أمريكي، ولد في 4 ديسمبر 1972 في Berlin Township, New Jersey ‏ في الولايات المتحدة، وتوفي في 29 نوفمبر 2002.

## وصلات خارجية
- داميان كوفنغتون على موقع مرجع كرة القدم المحترفة.كوم (الإنجليزية)